# César Carranza
César Alberto Carranza (Buenos Aires, 16 agosto 1980) è un ex calciatore argentino, di ruolo attaccante.

## Carriera
Esordisce nella massima serie argentina con la maglia del Nueva Chicago il 9 febbraio 2002 nel match esterno con il San Lorenzo, perso 4-2.
Nell'estate del 2007 si trasferisce al Gimnasia (J) con cui realizza 16 gol in 51 partite, prima di trasferirsi ai cileni del Colo-Colo. Nell'estate del 2009 passa in prestito all'Everton.
Nel 2010 si trasferisce al Godoy Cruz. Il 29 dicembre 2010 passa al Lanús.